# Рассерженные молодые люди
«Рассерженные молодые люди», «Рассерженная молодёжь» или «Сердитые молодые люди» (англ. Angry young men), — обозначение группы писателей критического направления в литературе Великобритании, сложившегося в 1950-е годы.

## Термин
Этот термин впервые был использован в рецензии на пьесу Джона Осборна «Оглянись во гневе» (1956) и распространился на всю группу английских прозаиков и драматургов, поднимавших в своём творчестве схожие темы в этот же период. Считается, что термин восходит к заголовку автобиографии Лесли Пола «Рассерженный молодой человек» (англ. Angry young man), опубликованной в 1951 году.

## Особенности творчества
Основной темой творчества «сердитых молодых людей» был протест героя — как правило, из рабочего или среднего класса — против окружающей его действительности 1950-х годов в Великобритании.
Так, главный герой «Оглянись во гневе» Джимми Портер видел мир таким:

Всем все безразлично. Все пребывают в состоянии упоительной лени. Я с вами скоро вообще обалдею. Уверен, вы поставили своей целью свести меня с ума. Боже мой, как хочется хоть какого-то душевного подъёма, хоть совсем немного. Просто услышать теплый, проникновенный голос — «Господи! Я живой!» Есть мысль — немного поиграем? Давайте притворимся, что мы человеческие существа и действительно живем. Почему для смеха не повалять дурака? Притворимся, будто мы люди.
Часто авторы придавали протесту социальный, «левый» характер, демонстрируя, что он направлен против «буржуазных» общественных ценностей.
Лидерами этого литературного направления признаны уже упомянутый Джон Осборн и Кингсли Эмис. Кроме них, к «рассерженным» причисляют Джона Брэйна, Джона Уэйна, Дональда Дэви, Томаса Хайнда, Стюарта Холройда и других авторов.

## Произведения
Наиболее известны следующие произведения «сердитых молодых людей»:
- «Счастливчик Джим» — роман К. Эмиса
- «Спеши вниз» — роман Дж. Уэйна
- «Оглянись во гневе» — пьеса Дж. Осборна
- «Вкус мёда» — пьеса Шилы Делани
- «Комедиант» — пьеса Дж. Осборна
- «Путь наверх» и продолжение «Жизнь наверху» — романы Джона Брэйна

## «Рассерженные молодые люди» в кинематографе
Литературное движение «сердитых молодых людей» породило отклик и в кино, где ряд режиссёров и сценаристов создали фильмы на те же темы, что и «рассерженные» писатели, по большей части на основе их литературных произведений. К таким картинам относят «Путь наверх» Джека Клейтона, «Вкус мёда» и «Одиночество бегуна на длинную дистанцию» Тони Ричардсона, «Такова спортивная жизнь» Линдсея Андерсона и другие.